# Jean IV d'Harcourt

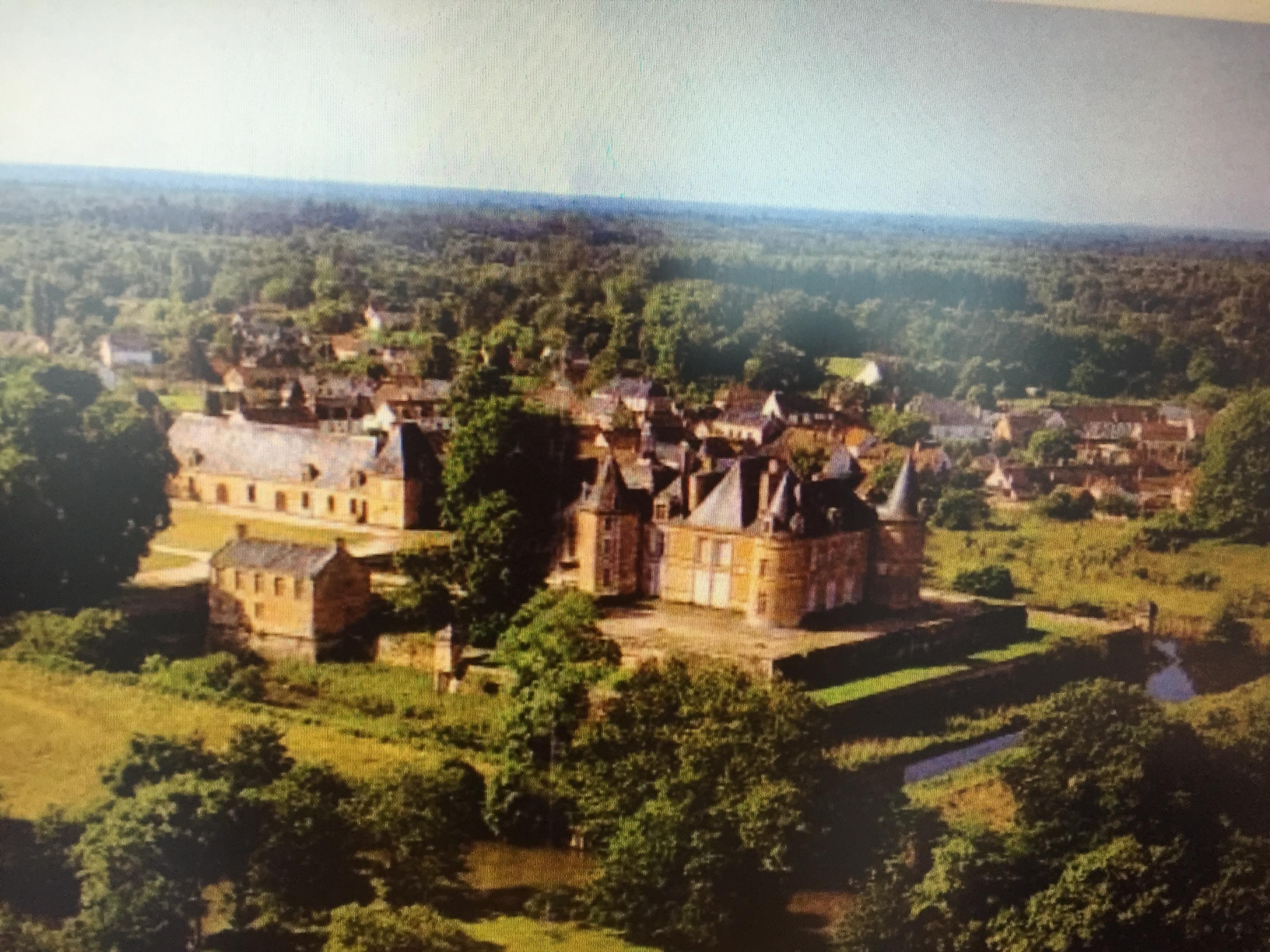
Château de La Ferté-Imbault.

Jean IV d'Harcourt, premier comte d'Harcourt, tué le 26 août 1346 à Crécy, est chevalier, vicomte de Châtellerault et de Saint-Sauveur-le-Vicomte, seigneur de Vierzon, d'Aarschot en Brabant, d'Elbeuf, de Brionne, de Lillebonne, de Bolbec, de Montgommery, de Gravençon, d'Osmonville.

## Biographie
Jean IV est le fils de Jean III d'Harcourt, dit le Tort, baron d'Harcourt, et d'Alix de Brabant, dame d'Aarschot, Mézières et La Ferté-Imbault, fille de Godefroid de Brabant et de Jeanne de Vierzon.

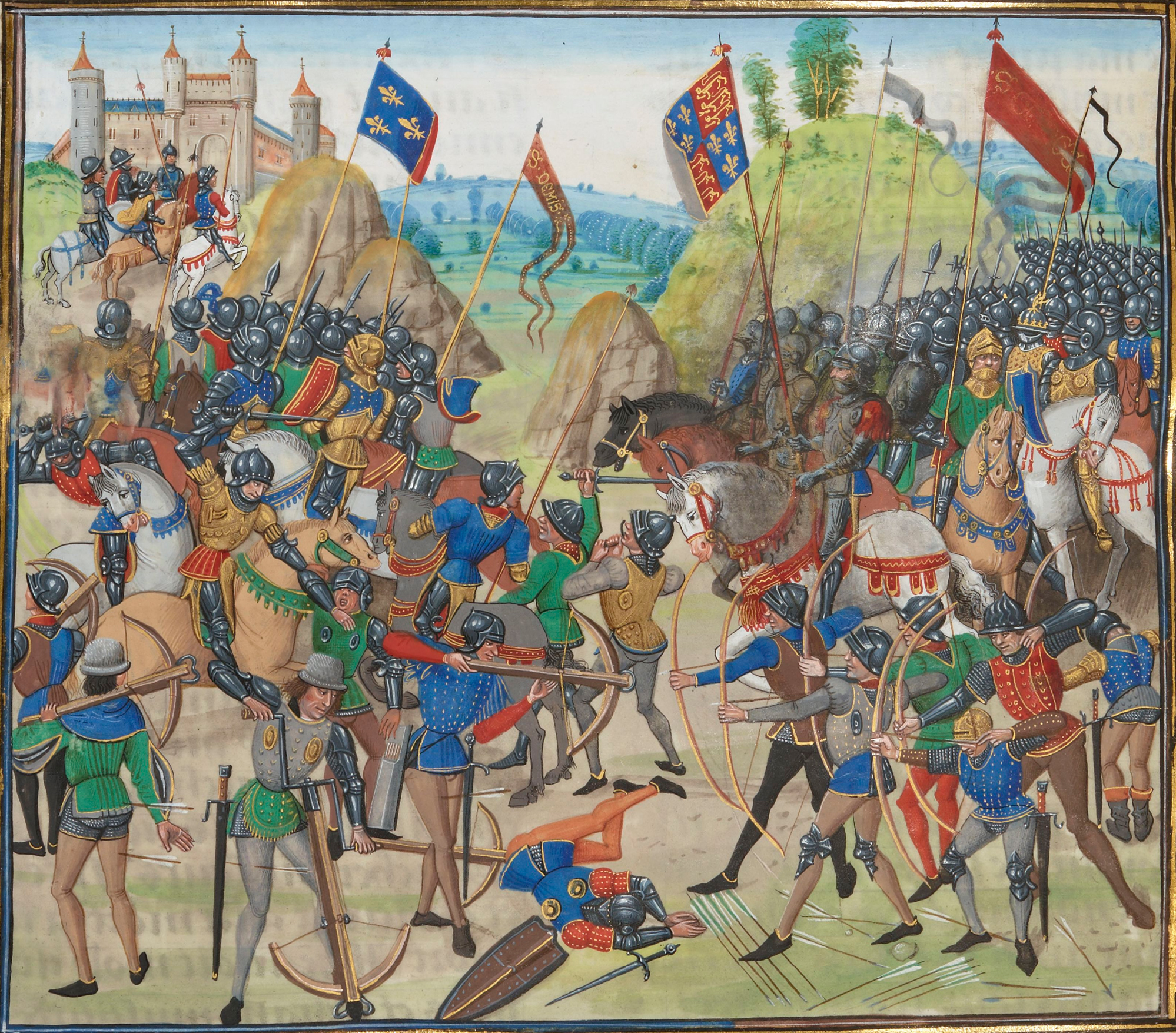
La bataille de Crécy.

Il assiste au sacre de Philippe VI de Valois à Reims (29 mai 1328) et participe à la victoire de Cassel (1328).
Il délaisse son château de La Ferté-Imbault, qu'il a hérité de sa mère, Alix de Brabant. Le château, ancienne forteresse de la Maison de Vierzon, est reconstruit aux XVIe et XVIIe siècles.
Aux côtés de Louis de Clermont, duc de Bourgogne, Pierre de Chappes, évêque de Chartres, Jean de Marigny, évêque de Beauvais et Jean II de Tancarville, Jean IV d'Harcourt fait ensuite partie de l'ambassade envoyée par Philippe VI de Valois à Londres afin de négocier durant l'hiver 1331-1332 l'hommage d'Édouard III pour la Guyenne.
Voulant s'assurer le soutien d'un des principaux défenseur des libertés normandes, le roi Philippe VI de Valois fait ériger la baronnie d'Harcourt en comté en 1338. Le comte d'Harcourt participe avec son fils Jean V, à la campagne d'Amiens (1339), accompagné de huit chevaliers bannerets, treize chevaliers bacheliers et de trente-sept écuyers. En 1345, il est nommé capitaine de Rouen.
Fidèle au roi de France, il trouve la mort lors de la bataille de Crécy (1346), alors que son propre frère, Geoffroy d'Harcourt, maréchal d'Angleterre, est l'un des chefs de l'armée anglaise victorieuse. Froissart relate cet épisode dans ses chroniques : « Il est bien vrai que messire Godefroi d'Harcourt, qui était de lès le prince et en sa bataille, eu volontiers mit peine et entendu à ce que le comte d'Harcourt, son frère, eut été sauvé ; car il avait ouï à aucun anglais qu'on avait vu sa bannière, et qu'il était avec ses gens venu combattre aux anglais. Mais le dit messire Geoffroy n'y pu venir à temps, et fut la mort sur la place le dit comte, et aussi le comte d'Aumale, son neveu. »
Le roi Édouard III d'Angleterre le fait enterrer avec les honneurs, ainsi que tous les chevaliers français de haut rang, dans l'église de Montreuil-Bellay, bien que d'autres auteurs placent son inhumation dans le prieuré Notre-Dame-du Parc.
Geoffroy d'Harcourt, pris de remords à la vue de la mort de son frère, quitte alors le camp anglais et se présente au Louvre pieds nus et vêtu d'une robe de bure devant le roi Philippe VI de France afin d'implorer son pardon qui lui est accordé.

## Mariage et descendance
Le 22 juin 1315, Jean IV d'Harcourt épouse Isabeau de Parthenay, dame de Vibraye, Montfort-le-Rotrou et Bonnétable (localités situées dans le Maine, actuel département de la Sarthe). 
De leur mariage naissent :
- Jean V d'Harcourt, comte d'Harcourt et d'Aumale, vicomte de Châtellerault, décapité sur ordre du roi Jean II en 1356 ;
- Louis d'Harcourt († 1388), vicomte de Châtellerault, seigneur d'Aarschot, gouverneur et lieutenant général en Normandie, il resta fidèle au roi de France et s'opposa à son oncle Geoffroy d'Harcourt ;
- Guillaume d'Harcourt († 1400), chevalier, seigneur de La Ferté-Imbault, et de Livry par don du roi en 1366, marié à :
  - 1° 1381 Blanche de Bray, dame de Cernon, fille du chevalier Guillaume de Bray (seigneur de Cernon, de Barenton, de Rouilly, de la Chapelle-Angebout, de Vassy et du Pont-Ecoulant (Pontécoulant ?)) (cf. Généalogie par le chevaier de Courcelles, p. 3, sur Le 50 en ligne), dont[7] : 
    - Jeanne, x Hugues de Montmorency-Beaussault († 1404) ; Marie, x 1° Louis II de Brosse-Boussac et Ste-Sévère, et 2° Colart II d'Estouteville-Torcy († 1415 à Azincourt) ; Marguerite, qui transmet Montfort et Vibraye à son mari Jean III de Ferrières (> branche française), épousé en 1402

  - 2° Isabeau, fille de Louis Ier de Thouars, comtesse de Dreux
  - 3° Pérenelle de Villiers de L'Isle-Adam ;
- Alix d'Harcourt, épouse d'Aubert de Hangest, baron de Pont-Saint-Pierre (Eure), chambellan du roi ;
- Jeanne d'Harcourt, jamais mariée.